# Günter Ketelhut
Günter Ketelhut (* 9. September 1926 in Puppendorf, Westpreußen; † 9. Februar 2019) war ein deutscher Maler und Grafiker.

## Leben
Ketelhut stammte aus Westpreußen und besuchte ab 1942 die Hochschule für Navigation in Libau. Nach deren Abschluss erfolgte am Ende des Zweiten Weltkrieges sein Einsatz auf einem U-Boot der deutschen Kriegsmarine. Er geriet in Norwegen in Kriegsgefangenschaft und begann in dieser Zeit, Zeichnungen von Landschaften und Porträts zu fertigen. Nach seiner Rückkehr ließ er sich in der Messestadt Leipzig nieder, wo er von 1951 bis 1956 die Hochschule für Grafik und Buchkunst bei Kurt Massloff besuchte und den Abschluss als Diplom-Maler und -Grafiker erwarb. Bekannt war er für seine Naturstudien und heimatlichen Motive.
1956 wurde er Mitglied des Verbandes Bildender Künstler der DDR und arbeitete zunächst für die Deutsche Werbe- und Anzeigengesellschaft als Grafik-Designer und Ausstellungsgestalter, bevor er freischaffend tätig wurde. 1967 zog er in den heutigen Ortsteil Bahren der Stadt Grimma und war zuletzt u. a. Mitglied in der Hobbygemeinschaft „Bunt 2002“.
Als Grafikdesigner war er u. a. zusammen mit Helmut Obst (1923–1977) in der Grafikergemeinschaft OKe tätig. 
An der Volkshochschule Grimma war Ketelhut als Dozent von Kunst-, Grafik- und Malkursen tätig und gab auch selbst derartige Kurse und bemühte sich um die Förderung des Nachwuchses.
Ketelhut war 1962, 1979 und 1985 auf der Bezirkskunstausstellung Leipzig vertreten.

## Werke
Im Seume-Haus des Gymnasiums St. Augustin am Schwanenteich in Grimma gibt es seit 1989 ein großformatiges Porträt des Johann Gottfried Seume (1,75 m × 1,70 m), welches Günter Ketelhut (1926–2019) im Auftrag des damaligen Seume-Clubs in Grimma geschaffen hat. Das farbenfrohe und anspielungsreiche Gemälde (Öl auf Hartfaser) entstand in der Niedergangsphase der DDR, bekam ursprünglich seinen Platz in der Aula und wurde später im Seume-Haus aufgehängt.